# Gresini Racing
Gresini Racing — спортивна мотогоночна приватна команда, яка бере участь у чемпіонаті світу з шосейно-кільцевих мотоперегонів MotoGP. Заснована у 1997 році італійським мотогонщиком Фаусто Грезіні, дворазовим чемпіоном світу у класі 125сс. З сезону 2015 у класі MotoGP виступає спільно з заводською командою «Aprilia Racing» під назвою «Aprilia Racing Team Gresini».

## Історія

### Сезон 1997: дебют у MotoGP
Фаусто Грезіні заснував команду в 1997 році. «Gresini Racing» почала свої виступи у класі 500cc з бразильським мотогонщиком Алексом Барросом на двоциліндровому мотоциклі Honda NSR500V. Баррос зайняв дев'яте місце в підсумковій турнірній таблиці чемпіонату, здобувши перший подіум для команди на Гран-Прі Великої Британії у Донінгтон Парку. У наступному сезоні Honda вирішила поставляти Барросу і команді новий чотирициліндровий мотоцикл Honda NSR500, такий же, який був у заводської команди. Баррос в сезоні здобув два подіуми і набрав 138 очок, посівши п'яте місце в підсумку.
У 1999 році команда перейшла до нижчого класу 250cc. Місце Барроса зайняв чинний чемпіон світу Лоріс Капіроссі, яки отримав у своє розпорядження мотоцикл Honda NSR250. У першій гонці сезону в Сепангу на Гран-Прі Малайзії, Капіроссі здобув першу перемогу на етапі для команди Gresini. Протягом сезону він здобув ще дві перемоги і шість інших подіумів і закінчив сезон третім у підсумковому заліку з 209-ма очками.
Після закінчення сезону Капіроссі перейшов у клас 500cc, на його місце команда підписала молодого японського гонщика Дайдзіро Като і француза Вінсена Філіпа. Като, який вже виграв дві гонки, виступаючи по wild card в 1997 році і 1998 році, відразу ж зробив заявку на боротьбу за чемпіонство, здобувши чотири послідовні подіуми на початку сезону. Він боровся за титул у класі 250cc разом з гонщиками Yamaha Шинья Накано та Олів'є Жаке до останньої гонки сезону на Філіп-Айленд у Австралії. Однак, Като зайняв третє місце в гонці, поступившись і титулом, і другим місцем Жаке і Накано відповідно. Като набрав 259 очок і зайняв третє місце в чемпіонаті, разом з цим отримавши титул «новачок року» в класі 250cc.

### Сезон 2001: перший чемпіон світу
У 2001 році команда була перейменована на «Telefónica Movistar Honda», а місце Філіпа зайняв колишній чемпіон світу у класі 125cc Еміліо Альзамора. Після переходу Накано і Жаке у клас 500cc, Като став головним претендентом на титул чемпіона світу в класі 250cc. Японець домінував в сезоні, вигравши 11 гонок, здобувши для команди «Gresini Racing» перший титул чемпіона світу. Альзамора додав два подіуми для команди, фінішувавши сьомим у підсумковій турнірній таблиці.
Після вдалого сезону Дайдзіро Като разом з командою перейшов у вищий клас. У зв'язку із змінами правил, клас 500cc був перейменований у MotoGP, було дозволено використання нових чотиритактних двигунів, об'ємом до 990 куб.см та введено поняття «заводських команд». Като використовував стару двотактну Honda NSR500 протягом перших дев'яти етапів сезону, перш ніж отримав новий Honda RC211V на Гран-Прі Чехії в Брно. На Гран-прі Іспанії, Като посів друге місце, взявши перший подіум у класі MotoGP. Це був його найкращий фініш з іншим другим місце в Брно, у своїй першій гонці з новим чотиритактним мотоциклом. Він також записав перший в історії команди поул-позишн в класі MotoGP на Тихоокеанському Гран-Прі в Мотегі, Японія. Като зайняв сьоме місце в підсумковій таблиці з 117 пунктами і знову отримав звання «новачок року», в той час як команда зайняла восьме місце в чемпіонаті виробників. У цьому сезоні команда також змагалися в класі 250cc з Альзаморою і італійським гонщиком Роберто Ролфо. Ролфо зайняв третє місце в підсумковій турнірній таблиці з сімома подіумами, у той час як Альзамора був сьомим з двома подіумами.

### Сезон 2003: ера у класі MotoGP
У 2003 році команда припинила свою участь у класі 250сс, натомість збільшила своє представництво у класі MotoGP до двох гонщиків і була перейменована у «Telefónica Movistar Honda»: титульним спонсором стала іспанська телекомунікаційна компанія «Telefónica», що пішла від Suzuki. Колишній гонщик Suzuki Сете Жібернау також приєднався до команди як другий гонщик. Като залишився з командою і став одним з чотирьох гонщиків Honda, які їздили на мотоциклі останньої специфікації RC211V, тоді як Жібернау отримав модифікований мотоцикл 2002-го року. У першій гонці сезону на автомотодромі Судзука у Японії, Като врізався в шинний бар'єр. Він отримав серйозні травми і впав у кому, в якій перебував протягом двох тижнів, після чого помер у лікарні. Через тиждень після смерті Като, Жібернау стартував з поула і виграв південноафриканський Гран-прі, що стало першою перемогою на етапі у команди в класі MotoGP. Жібернау залишався єдиним гонщиком команди до четвертого етапу, коли команду поповнив Рюічі Кійонарі. Жібернау пересів на мотоцикл специфікації 2003 року, на якому їздив Като, тоді як Кійонарі отримав модифікований мотоцикл 2002-го року. Жібернау виграв три гонки, а також здобув загалом десять подіумів, фінішувавши другим в чемпіонаті з 277 очками. Команда зайняла четверте місце в змаганнях виробників.
У 2004 році Жібернау знову боровся за чемпіонат, посівши друге місце. Його напарник Колін Едвардс посів п'яте місце.
Жібернау залишився з командою на 2005 рік, місце Едвардса зайняв Марко Меландрі. Меландрі виграв дві гонки в сезоні і став віце-чемпіоном, Жібернау посів сьоме місце в загальному заліку.
У сезоні 2006 року команда у складі Марко Меландрі і Тоні Еліаса здобула чотири перемоги на етапах: три від Меландрі і одну від Еліаса.
Обидва гонщика залишилися з командою в 2007 році. Новий мотоцикл Honda RC212V з об'ємом двигуна 800 куб.см не зміг продемонструвати очікувані результати і команда закінчила сезон з двома подіумами в активі.
У 2008 році на зміну Марко Меландрі і Тоні Еліаса в команду були взяті Алекс де Анджеліс і Шинья Накано. Цей сезон став значно гіршим за попередні, гонщики команди завершили сезон на 14-му та 9-му місцях відповідно.
У 2009 році Еліас повторно приєднався до команди, замінивши Накано, який перейшов у Superbike. Гонщики в сезоні здобули по одному подіуму і закінчили сезон на 7 та 8 місцях.

### Сезон 2010: повернення до Moto2 з першим українцем у серії
У 2010 році Марко Меландрі повторно приєднався до команди після свого перебування у командах Ducati та Kawasaki. Його партнером в команді став чемпіон світу 2008 року в класі 250сс італієць Марко Сімончеллі. «Gresini Racing» у цьому сезоні з'явилась також у новоствореному класі Moto2 під назвою «Gresini Racing Moto2». Тут вона була представлена Тоні Еліасом та Володимиром Івановом, який виступав під українським прапором. Хоча Сімончеллі і Меландрі у класі MotoGP високих результатів не продемонстрували, Тоні Еліас став першим чемпіоном класу Moto2. Найкращим результатом Володимира Іванова було 14 місце на Гран-Прі Німеччини.
У 2011 році Сімончеллі виступав на заводському мотоциклі Honda як частина команди «Gresini», тоді як Хіросі Аояма їхав на сателітній Honda. Сімончеллі був конкурентоспроможним у боротьбі за високі місця, але велика кількість аварій не дозволила Марку втриматись на високих місцях у турнірній таблиці. У жовтні 2011 року було оголошено, що Сімончеллі залишиться з командою на сезон 2012 року, натомість Аояма оголосив про перехід у Супербайк. 23 жовтня 2011 року Марко Сімончеллі загинув після аварії на Гран-Прі Малайзії.
4 листопада 2013 року було оголошено про продовження співпраці «Gresini Racing» та «Federal Oil» у класі Moto2, результатом якої стала участь у змаганнях бельгійського гонщика Ксав'є Сімеона.

### Сезон 2015: об'єднання з «Aprilia Racing»
В другій половині сезону 2014 стало відомо про закінчення в кінці року співпраці команди з титульним спонсором «Go&Fun». Внаслідок цього «Gresini Racing» втратила фінансову підтримку, яка оцінювалась орієнтовно у 6 млн.€ на рік. Це призвело до того, що в команди не вистачило коштів на придбання мотоциклів Honda для участі у серії. 12 вересня стало відомо, що Фаусто Грезіні підписав угоду про співпрацю з командою «Aprilia Racing» для спільної участі у «королівському» класі. Від цього виграли обидві сторони: Грезіні зекономив кошти, які мав витратити на мотоцикли, а Aprilia отримала досвідченого партнера для розвитку свого гоночного проекту, а також зекономила кошти, орієнтовно 3,4 млн.€. Утворений внаслідок цієї співпраці проект отримав для сезону 2015 назву «Aprilia Racing Team Gresini». Команду представляли 2 гонщика: Альваро Баутіста, який до цього виступав за «Gresini Racing», та Марко Меландрі, який у сезоні 2014 представляв «Aprilia Racing» у серії WSBK.
Початок сезону продемонстрував про неготовність мотоцикла Aprilia RS-GP на рівних конкурувати з найкращими представниками класу. Меландрі в кожній гонці займав останнє місце, тоді як Баутісті лише зрідка вдавалось потрапляти в очкову зону, а найкращим його результатом стало 10-е місце на Гран-Прі Каталонії. Як підсумок, в середині сезону команда відмовилась від послуг Меландрі, взявши на Гран-Прі Німеччини на його місце тест-пілота команди Майкла Лавіерті. Пізніше, під час літньої перерви, на друге вакантне місце в команді був запрошений німецький гонщик Штефан Брадль. До кінця сезону гонщики команди так і не змогли піднятись у гонках вище десятого місця.
Натомість єдиний гонщик команди в класі Moto2, бельгієць Ксав'є Сімеон, продемонстрував значно кращі результати: на Гран-Прі Німеччини він здобув перемогу, додавши до неї друге місце на Гран-Прі Катару, ставши 7-им у загальному заліку.
В класі Moto3 Енеа Бастіаніні тривалий час вів боротьбу за перемогу у чемпіонаті, проте в підсумку був змушений задовольнитись третім місцем. Загалом він здобув одну перемогу (Сан Марино) та шість подіумів, додавши до цього 4 поули та 2 найшвидших кола. Натомість інший гонщик команди в класі, Андреа Локателлі, задовольнився за підсумками сезону 20-м місцем.

## Результати
| Сезон | Клас   | Назва команди                    | Мотоцикл                  | №  | Гонщик               | Гонки   | Пер | Под | ПП | НК | Очки    | Місце |
| ----- | ------ | -------------------------------- | ------------------------- | -- | -------------------- | ------- | --- | --- | -- | -- | ------- | ----- |
| 1997  | 500cc  | Honda Gresini                    | Honda NSR500V             |    | Алекс Баррос         | 15      | 0   | 1   | 0  | 0  | 101     | 9     |
| 1998  | 500cc  | Honda Gresini                    | Honda NSR500              |    | Алекс Баррос         | 14      | 0   | 2   | 0  | 2  | 138     | 5     |
| 1999  | 250cc  | Elf Axo Honda Gresini            | Honda NSR250              |    | Лоріс Капіроссі      | 15      | 3   | 9   | 2  | 3  | 209     | 3     |
| 2000  | 250cc  | Axo Honda Gresini                | Honda NSR250              |    | Дайдзіро Като        | 16      | 4   | 9   | 3  | 1  | 259     | 3     |
| 2000  | 250cc  | Axo Honda Gresini                | TSR-Honda NSR250          |    | Вінсен Філіп         | 12      | 0   | 0   | 0  | 0  | 14      | 23    |
| 2001  | 250cc  | Telefónica Movistar Honda        | Honda NSR250              |    | Дайдзіро Като        | 16      | 11  | 13  | 6  | 9  | 322     | 1     |
| 2001  | 250cc  | Telefónica Movistar Honda        | Honda NSR250              |    | Еміліо Альзамора     | 16      | 0   | 2   | 0  | 0  | 136     | 7     |
| 2002  | MotoGP | Fortuna Honda Gresini            | Honda NSR500 Honda RC211V |    | Дайдзіро Като        | 16      | 0   | 2   | 1  | 1  | 117     | 7     |
| 2002  | 250cc  | Fortuna Honda Gresini            | Honda NSR250              |    | Роберто Ролфо        | 16      | 0   | 7   | 0  | 2  | 219     | 3     |
| 2002  | 250cc  | Fortuna Honda Gresini            | Honda NSR250              |    | Еміліо Альзамора     | 15      | 0   | 2   | 0  | 0  | 120     | 7     |
| 2002  | 250cc  | Fortuna Honda Gresini            | Honda NSR250              |    | Давід Гарсія         | 1       | 0   | 0   | 0  | 0  | 6       | 30    |
| 2003  | MotoGP | Telefónica Movistar Honda        | Honda RC211V              |    | Сете Жібернау        | 16      | 4   | 10  | 1  | 1  | 277     | 2     |
| 2003  | MotoGP | Telefónica Movistar Honda        | Honda RC211V              |    | Ріючі Кійонарі       | 13      | 0   | 0   | 0  | 0  | 22      | 20    |
| 2003  | MotoGP | Telefónica Movistar Honda        | Honda RC211V              |    | Дайдзіро Като        | 1       | 0   | 0   | 0  | 0  | 0       | —     |
| 2004  | MotoGP | Telefónica Movistar Honda MotoGP | Honda RC211V              |    | Сете Жібернау        | 16      | 4   | 10  | 5  | 3  | 257     | 2     |
| 2004  | MotoGP | Telefónica Movistar Honda MotoGP | Honda RC211V              |    | Колін Едвардс        | 16      | 0   | 2   | 0  | 2  | 157     | 5     |
| 2005  | MotoGP | Movistar Honda MotoGP            | Honda RC211V              |    | Марко Меландрі       | 17      | 2   | 7   | 0  | 3  | 220     | 2     |
| 2005  | MotoGP | Movistar Honda MotoGP            | Honda RC211V              |    | Сете Жібернау        | 17      | 0   | 4   | 5  | 1  | 150     | 7     |
| 2006  | MotoGP | Fortuna Honda                    | Honda RC211V              |    | Марко Меландрі       | 17      | 3   | 7   | 0  | 0  | 228     | 4     |
| 2006  | MotoGP | Fortuna Honda                    | Honda RC211V              |    | Тоні Еліас           | 15      | 1   | 1   | 0  | 1  | 116     | 9     |
| 2007  | MotoGP | Honda Gresini                    | Honda RC212V              |    | Марко Меландрі       | 17      | 0   | 3   | 0  | 0  | 187     | 5     |
| 2007  | MotoGP | Honda Gresini                    | Honda RC212V              |    | Тоні Еліас           | 15      | 0   | 2   | 0  | 2  | 104     | 12    |
| 2007  | MotoGP | Honda Gresini                    | Honda RC212V              |    | Мішель Фабріціо      | 1       | 0   | 0   | 0  | 0  | 6       | 21    |
| 2007  | MotoGP | Honda Gresini                    | Honda RC212V              |    | Мігель Домель        | 1       | 0   | 0   | 0  | 0  | 0       | —     |
| 2008  | MotoGP | San Carlo Honda Gresini          | Honda RC212V              |    | Шінья Накано         | 18      | 0   | 0   | 0  | 0  | 126     | 9     |
| 2008  | MotoGP | San Carlo Honda Gresini          | Honda RC212V              |    | Алекс де Анджеліс    | 18      | 0   | 0   | 0  | 0  | 63      | 14    |
| 2009  | MotoGP | San Carlo Honda Gresini          | Honda RC212V              |    | Тоні Еліас           | 17      | 0   | 1   | 0  | 0  | 115     | 7     |
| 2009  | MotoGP | San Carlo Honda Gresini          | Honda RC212V              |    | Алекс де Анджеліс    | 17      | 0   | 1   | 0  | 0  | 111     | 8     |
| 2010  | MotoGP | San Carlo Honda Gresini          | Honda RC212V              |    | Марко Сімончеллі     | 18      | 0   | 0   | 0  | 0  | 125     | 8     |
| 2010  | MotoGP | San Carlo Honda Gresini          | Honda RC212V              |    | Марко Меландрі       | 17      | 0   | 0   | 0  | 0  | 103     | 10    |
| 2010  | Moto2  | Gresini Racing Moto2             | Moriwaki MD600            |    | Тоні Еліас           | 17      | 7   | 8   | 3  | 2  | 271     | 1     |
| 2010  | Moto2  | Gresini Racing Moto2             | Moriwaki MD600            |    | Мікеле Пірро         | 1       | 0   | 0   | 0  | 0  | 2       | 36    |
| 2010  | Moto2  | Gresini Racing Moto2             | Moriwaki MD600            |    | Володимир Іванов     | 15      | 0   | 0   | 0  | 0  | 2       | 37    |
| 2010  | Moto2  | Gresini Racing Moto2             | Moriwaki MD600            |    | Тетсуя Ямагучі       | 1       | 0   | 0   | 0  | 0  | 0       | —     |
| 2011  | MotoGP | San Carlo Honda Gresini          | Honda RC212V              |    | Марко Сімончеллі     | 16      | 0   | 2   | 2  | 0  | 139     | 6     |
| 2011  | MotoGP | San Carlo Honda Gresini          | Honda RC212V              |    | Хіросі Аояма         | 16 (17) | 0   | 0   | 0  | 0  | 90 (98) | 10    |
| 2011  | MotoGP | San Carlo Honda Gresini          | Honda RC212V              |    | Косуке Акеюші        | 1 (2)   | 0   | 0   | 0  | 0  | 3 (7)   | 20    |
| 2011  | Moto2  | Gresini Racing Moto2             | Moriwaki MD600            |    | Мікеле Пірро         | 17      | 1   | 2   | 1  | 0  | 84      | 9     |
| 2011  | Moto2  | Gresini Racing Moto2             | Moriwaki MD600            |    | Юкі Такахаші         | 17      | 0   | 2   | 0  | 0  | 77      | 11    |
| 2012  | MotoGP | San Carlo Honda Gresini          | Honda RC213V              |    | Альваро Баутіста     | 18      | 0   | 2   | 1  | 0  | 178     | 5     |
| 2012  | MotoGP | San Carlo Honda Gresini          | FTR MGP12                 |    | Мікеле Пірро         | 18      | 0   | 0   | 0  | 0  | 43      | 15    |
| 2012  | Moto2  | Federal Oil Gresini Moto2        | Moriwaki MD600            |    | Джино Рі             | 17      | 0   | 1   | 0  | 0  | 21      | 21    |
| 2012  | Moto2  | Thai Honda PTT Gresini Moto2     | Suter MMX2                |    | Раттапарк Віларуа    | 17      | 0   | 0   | 0  | 0  | 9       | 27    |
| 2012  | Moto3  | San Carlo Gresini Moto3          | Honda NSF250R FTR M312    |    | Ніколо Антонеллі     | 16      | 0   | 0   | 0  | 0  | 77      | 14    |
| 2013  | MotoGP | Go & Fun Honda Gresini           | Honda RC213V              |    | Альваро Баутіста     | 18      | 0   | 0   | 0  | 0  | 171     | 6     |
| 2013  | MotoGP | Go & Fun Honda Gresini           | FTR MGP13                 |    | Браян Старінг        | 18      | 0   | 0   | 0  | 0  | 2       | 26    |
| 2013  | Moto2  | Federal Oil Gresini Moto2        | Suter MMX2                |    | Доні Тата Прадіта    | 16      | 0   | 0   | 0  | 0  | 1       | 28    |
| 2013  | Moto2  | Thai Honda PTT Gresini Moto2     | Suter MMX2                |    | Раттапарк Вілларуа   | 8       | 0   | 0   | 0  | 0  | 0       | —     |
| 2013  | Moto2  | Thai Honda PTT Gresini Moto2     | Suter MMX2                |    | Тітіпонг Варокорн    | 6       | 0   | 0   | 0  | 0  | 0       | —     |
| 2013  | Moto2  | Thai Honda PTT Gresini Moto2     | Suter MMX2                |    | Франко Морбіделлі    | 3       | 0   | 0   | 0  | 0  | 0       | —     |
| 2013  | Moto3  | GO&FUN Gresini Moto3             | FTR M313                  |    | Ніколо Антонеллі     | 17      | 0   | 0   | 0  | 0  | 47      | 16    |
| 2013  | Moto3  | GO&FUN Gresini Moto3             | FTR M313                  |    | Лоренсо Бальдасарі   | 17      | 0   | 0   | 0  | 0  | 0       | —     |
| 2014  | MotoGP | Go & Fun Honda Gresini           | Honda RC213V              | 19 | Альваро Баутіста     | 18      | 0   | 1   | 0  | 1  | 89      | 11    |
| 2014  | MotoGP | Go & Fun Honda Gresini           | Honda RCV1000R            | 45 | Скот Реддінг         | 18      | 0   | 0   | 0  | 0  | 81      | 12    |
| 2014  | Moto2  | Federal Oil Gresini Moto2        | Suter MMX2                | 19 | Ксав'є Сімеон        | 18      | 0   | 1   | 0  | 0  | 63      | 14    |
| 2014  | Moto2  | Gresini Moto2                    | Suter MMX2                | 7  | Лоренсо Балдассаррі  | 18      | 0   | 0   | 0  | 0  | 20      | 25    |
| 2014  | Moto3  | Junior Team GO&FUN Moto3         | KTM RC250GP               | 23 | Ніколо Антонеллі     | 18      | 0   | 0   | 1  | 0  | 68      | 14    |
| 2014  | Moto3  | Junior Team GO&FUN Moto3         | KTM RC250GP               | 33 | Енеа Бастіаніні      | 18      | 0   | 3   | 0  | 0  | 127     | 9     |
| 2015  | MotoGP | Aprilia Racing Team Gresini      | Aprilia RS-GP             | 6  | Штефан Брадль        | 9(17)   | 0   | 0   | 0  | 0  | 8(17)   | 18    |
| 2015  | MotoGP | Aprilia Racing Team Gresini      | Aprilia RS-GP             | 19 | Альваро Баутіста     | 18      | 0   | 0   | 0  | 0  | 31      | 16    |
| 2015  | MotoGP | Aprilia Racing Team Gresini      | Aprilia RS-GP             | 33 | Марко Меландрі       | 8       | 0   | 0   | 0  | 0  | 0       | —     |
| 2015  | MotoGP | Aprilia Racing Team Gresini      | Aprilia RS-GP             | 70 | Майкл Лаверті        | 1       | 0   | 0   | 0  | 0  | 0       | —     |
| 2015  | Moto2  | Federal Oil Gresini Moto2        | Kalex Moto2               | 19 | Ксав'є Сімеон        | 18      | 1   | 2   | 1  | 0  | 113     | 7     |
| 2015  | Moto2  | Gresini Racing Moto2             | Kalex Moto2               | 54 | Маттіа Пасіні        | 2       | 0   | 0   | 0  | 0  | 0       | —     |
| 2015  | Moto3  | Gresini Racing Team Moto3        | Honda NSF250RW            | 4  | Фабіо Ді Джанантоніо | 1       | 0   | 0   | 0  | 0  | 0       | —     |
| 2015  | Moto3  | Gresini Racing Team Moto3        | Honda NSF250RW            | 33 | Енеа Бастіаніні      | 18      | 1   | 6   | 4  | 2  | 207     | 3     |
| 2015  | Moto3  | Gresini Racing Team Moto3        | Honda NSF250RW            | 55 | Андреа Локателлі     | 14      | 0   | 0   | 0  | 0  | 33      | 20    |

Примітка:
1. Результати у дужках відображають підсумковий результат за сезон, включаючи виступи у складі інших команд.

## Зовнішні посилання
- Офіційний сайт команди [Архівовано 14 червня 2006 у Wayback Machine.] (англ.)
- Профіль команди [Архівовано 15 травня 2021 у Wayback Machine.] на офіційній сторінці MotoGP (англ.)